# Marsopstraße (München)
Die Marsopstraße (bis 1947 Prinzregentenstraße), benannt nach dem Privatgelehrten und Musikschriftsteller Paul Marsop (1865–1925), ist eine Straße im Münchner Stadtteil Obermenzing, die ab 1892 im Rahmen der Entwicklung der Villenkolonie Pasing I angelegt wurde. Die Marsopstraße beginnt an der Oselstraße und endet an der Rohdestraße. Parallel zur Straße verläuft der Nymphenburger Kanal.

## Geschichte
Die Bebauung vor allem mit Villen erfolgte vereinzelt in den 1890er Jahren und setzte sich in der zweiten Phase der Bebauung der Villenkolonie Pasing I vor dem Ersten Weltkrieg mit Doppel- und Dreifachhäusern fort.
Der Abschnitt zwischen Floßmannstraße und Chopinstraße gehörte ursprünglich zum sehr großen Grundstück von August Exter, dem Begründer der Villenkolonie, auf dem das eigene Wohnhaus von Exter in der Floßmannstraße 32 stand. August Exter trennte 1907 den Geländestreifen an der Marsopstraße von seinem Areal ab und ließ darauf einzeln stehende Villen und Reihenhäuser errichten (Marsopstraße 6, Marsopstraße 6a/6b/6c, Marsopstraße 8b und Marsopstraße 8/8a).
Die Marsopstraße, der zum parallel verlaufenden Nymphenburger Kanal ein Fußweg mit Alleebepflanzung beigegeben ist, besitzt heute einen dichten Altbestand von Häusern, der vereinzelt durch niedrige Miethausblöcke aus den 1970er und 1980er Jahren unterbrochen ist.

## Baudenkmäler
- Marsopstraße 4b (Villa)
- Marsopstraße 6 (Villa)
- Marsopstraße 6a/6b/6c (Dreifachhaus)
- Marsopstraße 8b (Villa)
- Marsopstraße 8/8a (Doppelhaus)
- Marsopstraße 12 (Villa)
- Marsopstraße 14 (Villa)
- Marsopstraße 16 (Villa)
- Marsopstraße 18 (Villa)
- Marsopstraße 22 (Villa)
- Marsopstraße 26 (Doppelhaus)
- Marsopstraße 28 (Doppelhaus)
- Marsopstraße 30 (Villa)
- Marsopstraße 36 (Villa)

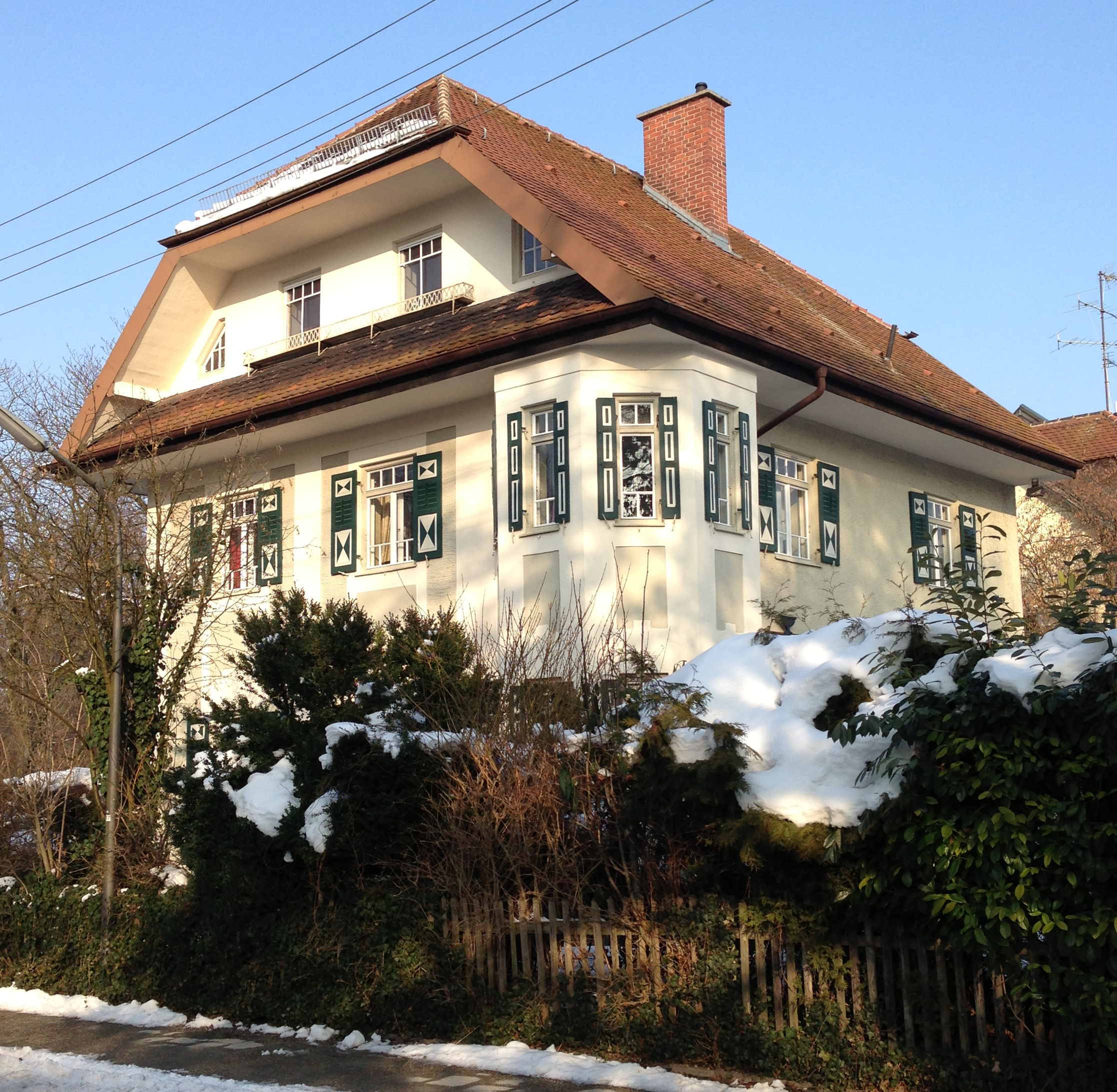
Marsopstraße 6
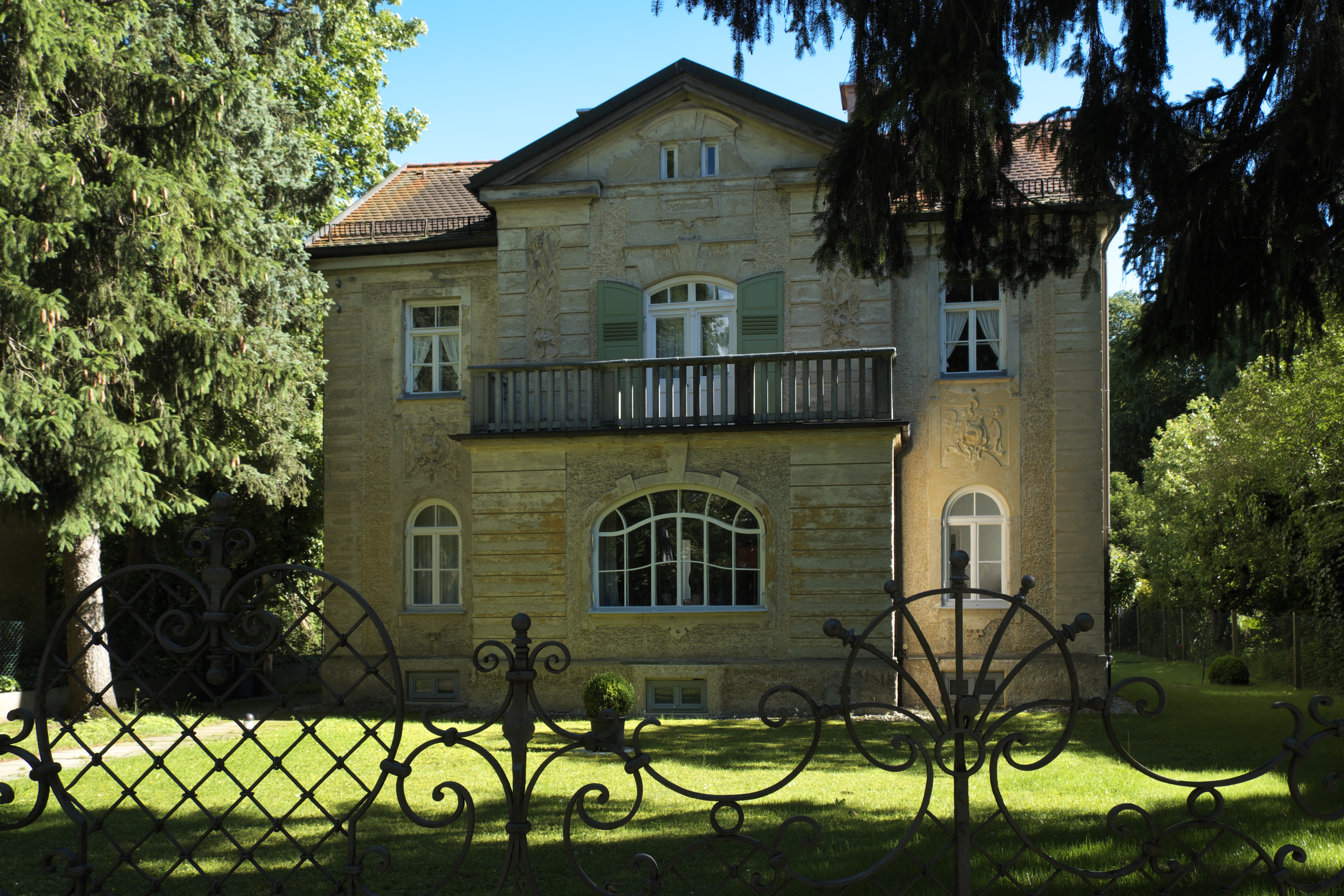
Marsopstraße 16
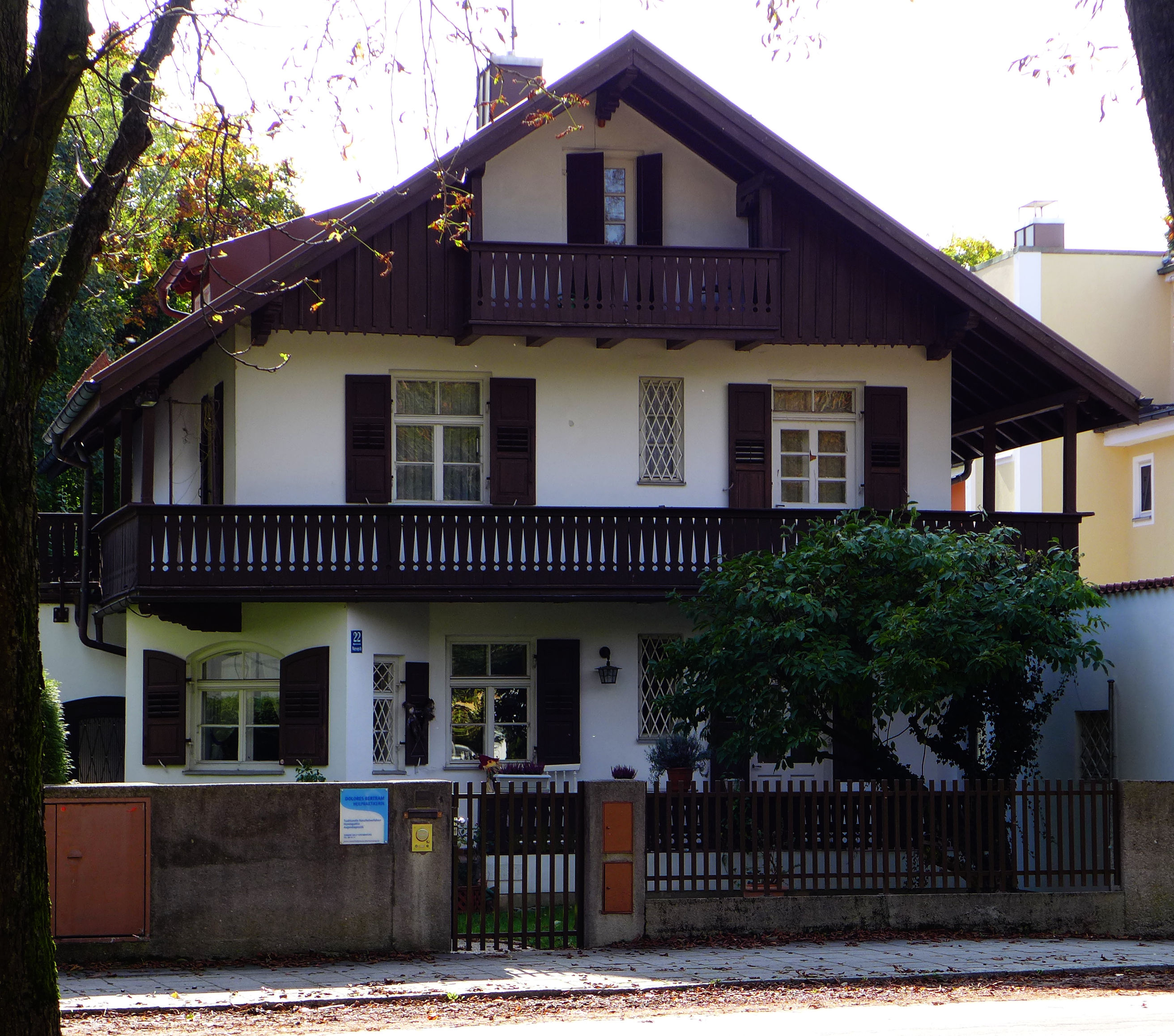
Marsopstraße 22
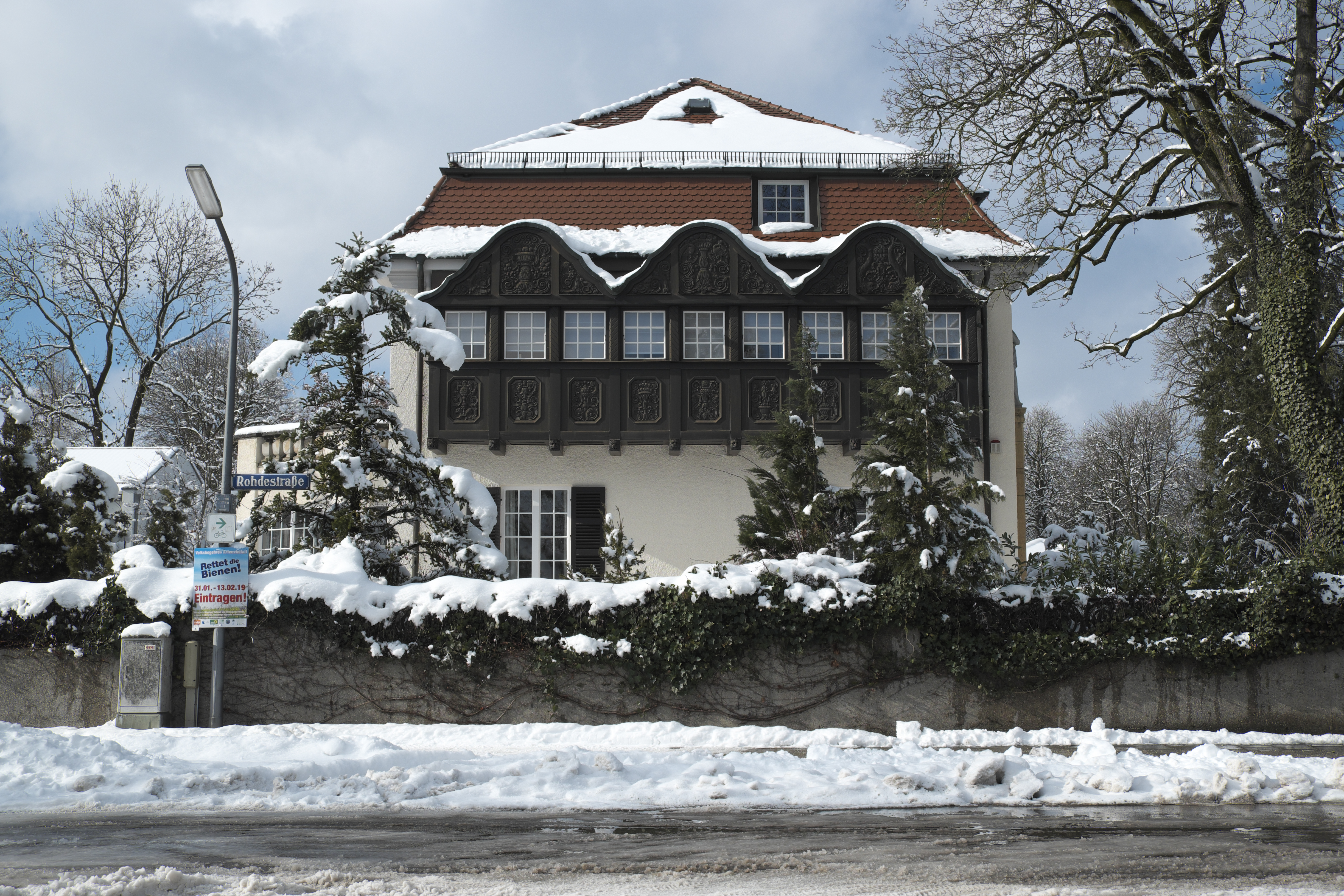
Marsopstraße 36